# Луговые трупиалы
Луговые трупиалы (лат. Sturnella) — род птиц семейства трупиаловых.

## Классификация
Род Sturnella был введен в 1816 году французским орнитологом Луи Жаном Пьером Вьейо с восточным луговым трупиалом (Sturnella magna) в качестве типового вида. Название Strunella является уменьшительным от латинского sturnus, означающего «скворец».

## Описание
Длина луговых трупиалов — около 20—28 см. Эти птицы имеют белые полосы на спине, ярко-желтый живот и большой чёрный V-образный узор. Клюв длинный, конической формы, ноги сильные. Половой диморфизм не выражен. Голос звучный.

## Образ жизни
Луговые трупиалы встречаются преимущественно на открытой местности и ведут наземный образ жизни.

## Список видов
В состав рода включают три вида:
- Sturnella magna (Linnaeus, 1758) — Восточный луговой трупиал
- Sturnella neglecta Audubon, 1844 — Западный луговой трупиал
- Sturnella lilianae Oberholser, 1930